# La Cuarta Manzana (Tula de Allende)
La Cuarta Manzana es una localidad de México localizada en el municipio de Tula de Allende en el estado de Hidalgo.

## Geografía
Se encuentra en la región geográfica del Valle del Mezquital. Le corresponden las coordenadas geográficas 20° 07’ 01.680” de latitud norte y 99° 28’ 37.583” de longitud oeste, con una altitud de 2259 m s. n. m. Cuenta con un clima templado subhúmedo con lluvias en verano, de menor humedad.
En cuanto a fisiografía se encuentra en la provincia de la Eje Neovolcánico, dentro de la subprovincia de Llanuras y Sierras de Querétaro e Hidalgo; su terreno es de lomerío. En lo que respecta a la hidrografía se encuentra posicionado en la región del Pánuco, dentro de la cuenca del río Moctezuma, en la subcuenca del río Tula.

## Demografía
En 2020 registró una población de 575 personas, lo que corresponde al 0.50 % de la población municipal. De los cuales 296 son hombres y 279 son mujeres.
| Gráfica de evolución demográfica de La Cuarta Manzana entre 1995 y 2020                      |
|                                                                                              |
| Población de los censos y conteos del Instituto Nacional de Estadística y Geografía (INEGI). |